# Pittore del Troilos di Taranto
Il Pittore del Troilos di Taranto (fl. VI secolo a.C.) è stato un ceramografo attico attivo verso circa la metà del VI secolo a.C.

## Attività
Della sua produzione, nella tecnica a figure nere, sono rimaste due tazze a Taranto, una a Corinto. Imitazione del suo stile è una ceramica del British Museum.